# Kottwil
Kottwil är en ort i kommunen Ettiswil i kantonen Luzern i Schweiz. Den ligger cirka 5 kilometer väster om Sursee och cirka 23,5 kilometer nordväst om Luzern. Orten har 559 invånare (2023).
Orten var före den 1 januari 2006 en egen kommun, men inkorporerades då i kommunen Ettiswil.